# Social Distortion
Social Distortion (auch: Social D, Sx Dx) ist eine von Rock ’n’ Roll, Rockabilly, Blues und Country beeinflusste US-amerikanische Punkrockband. Obwohl die Gruppe trotz ihres langen Bestehens bisher nur sieben Studioalben veröffentlicht hat, zählt sie nicht zuletzt aufgrund des genannten Mixes aus verschiedenen Genres zu den einflussreichsten Punkbands der Vereinigten Staaten von Amerika.

## Geschichte
Die Band wurde 1979 von ihrem damals 17-jährigen Frontmann und Leadsänger Mike Ness in Fullerton, Orange County/Kalifornien gegründet und zählt somit zu den amerikanischen Punkrock-Bands der „zweiten Generation“. Stark beeinflusst von Rock ’n’ Roll, Rockabilly, Blues und Country fanden sie schnell zu einem eigenen, unverwechselbaren Stil.
Laut Brett Gurewitz war der erste Auftritt von Bad Religion in einem Lagerhaus in Pomona zumindest auch einer der ersten von Social Distortion.
Des Weiteren spielten sie anfangs mit anderen Bands aus Orange County, z. B. Adolescents, Agent Orange, X und Black Flag an der kalifornischen Küste und wurden schnell bekannt. Nach einem Konzert von Social Distortion kam Dexter Holland und Greg Kriesel die Idee, zusammen auch eine Band zu gründen; daraus ging The Offspring hervor.

Social Distortion Live: Mike Ness in Köln, 2005

1982 starteten sie zusammen mit der Band Youth Brigade ihre erste Tournee durch die USA und Kanada, die auf Film festgehalten wurde, die sie auch in das Haus von Minor-Threat-Sänger Ian MacKaye nach Washington D.C. führte. Das Ergebnis ist die Dokumentation Another State of Mind, die als eine der besten über die frühe Punkrock-Bewegung Amerikas gilt.
Ihr erstes reguläres Album Mommy's little Monster von 1983 gilt als ein Meilenstein in der Geschichte der amerikanischen Punkrock-Bewegung.
Bis 1985 spielten Social Distortion weiterhin Konzerte, bis Mike Ness sich nach einer Reihe von kurzen Krankenhaus- und Gefängnisaufenthalten endgültig einem Drogenentzugsprogramm unterzog. Somit wurde es auch für einige Zeit sehr ruhig um die Band.
1988 meldete sich die Band mit dem stark von Countrymusik beeinflussten Album Prison Bound zurück. Es folgten die Alben Social Distortion (1990) und Somewhere between Heaven and Hell (1992).
Ihren vorläufigen Höhepunkt erreichte die Band 1996 mit dem Album White Light, White Heat, White Trash und der Singleauskopplung I was wrong. Beide hatten hohe Platzierungen in den amerikanischen Independent-Charts. 1998 erschien mit Live at the Roxy ein eindrucksvolles Livealbum.
Im Frühjahr 2000 erlag der langjährige Gitarrist Dennis Danell im Alter von 38 Jahren unerwartet einem Schlaganfall. Im September 2004 erschienen das erste Studioalbum der Band seit acht Jahren mit dem Titel Sex, Love and Rock ’n’ Roll sowie die Live-DVD Live in Orange County.
Brent Liles, der bis 1984 Bassist bei Social Distortion und später bei Agent Orange war, wurde am 18. Januar 2007 von einem Lastwagen angefahren, als er mit dem Fahrrad durch Placentia (Kalifornien) fuhr, und starb noch am Unfallort.
Im April 2009 verließ Schlagzeuger Charlie Quintana nach knapp zehn Jahren die Band. Seit Mai 2009 gehörte Adam „Atom“ Willard der Band an. Im Juni 2009 waren Social Distortion auf Europatour, darunter auch in Deutschland, Österreich und Schweiz. Ab Dezember 2009 waren Social Distortion im Studio, um im letzten Quartal 2010 ein neues Album zu veröffentlichen. Während der Aufnahmen zum neuen Album verließ Adam Willard zum März 2010 die Band, nach deren Angabe aus vorhersehbaren Differenzen mit seiner Band Angels and Airwaves.
Im Januar 2011 erschien das siebte Studioalbum Hard Times and Nursery Rhymes.
Nach einer mehrjährigen Pause tourten Social Distortion (gemeinsam mit Grade 2 und Lovebreakers) im Jahr 2022 wieder durch Europa.

## Diskografie

### Studioalben
- 1983: Mommy’s Little Monster (13th Floor/TimeBomb Recordings)
- 1988: Prison Bound (TimeBomb Recordings)
- 1990: Social Distortion (Epic Records)
- 1992: Somewhere Between Heaven and Hell (Epic Records)
- 1996: White Light, White Heat, White Trash (Sony 550 Music/Epic Records)
- 2004: Sex, Love and Rock ’n’ Roll (TimeBomb Recordings (US), Kung Fu Records (EU))
- 2011: Hard Times and Nursery Rhymes (Epitaph Records)

### Livealben
- 1998: Live at the Roxy (TimeBomb Recordings)

### Kompilationen
- 1995: Mainliner (Wreckage From the Past) (TimeBomb Recordings)
- 2007: Greatest Hits (TimeBomb Recordings (US), Epitaph Records (EU))

### Videoalben
- 2004: Live in Orange County (US: Gold)

## Filmografie
- 1983: Another State of Mind (VHS/DVD) (TimeBomb Recordings)
- 2004: Live in Orange County (DVD) (TimeBomb Recordings)